# Autopista Vespucio Norte Express

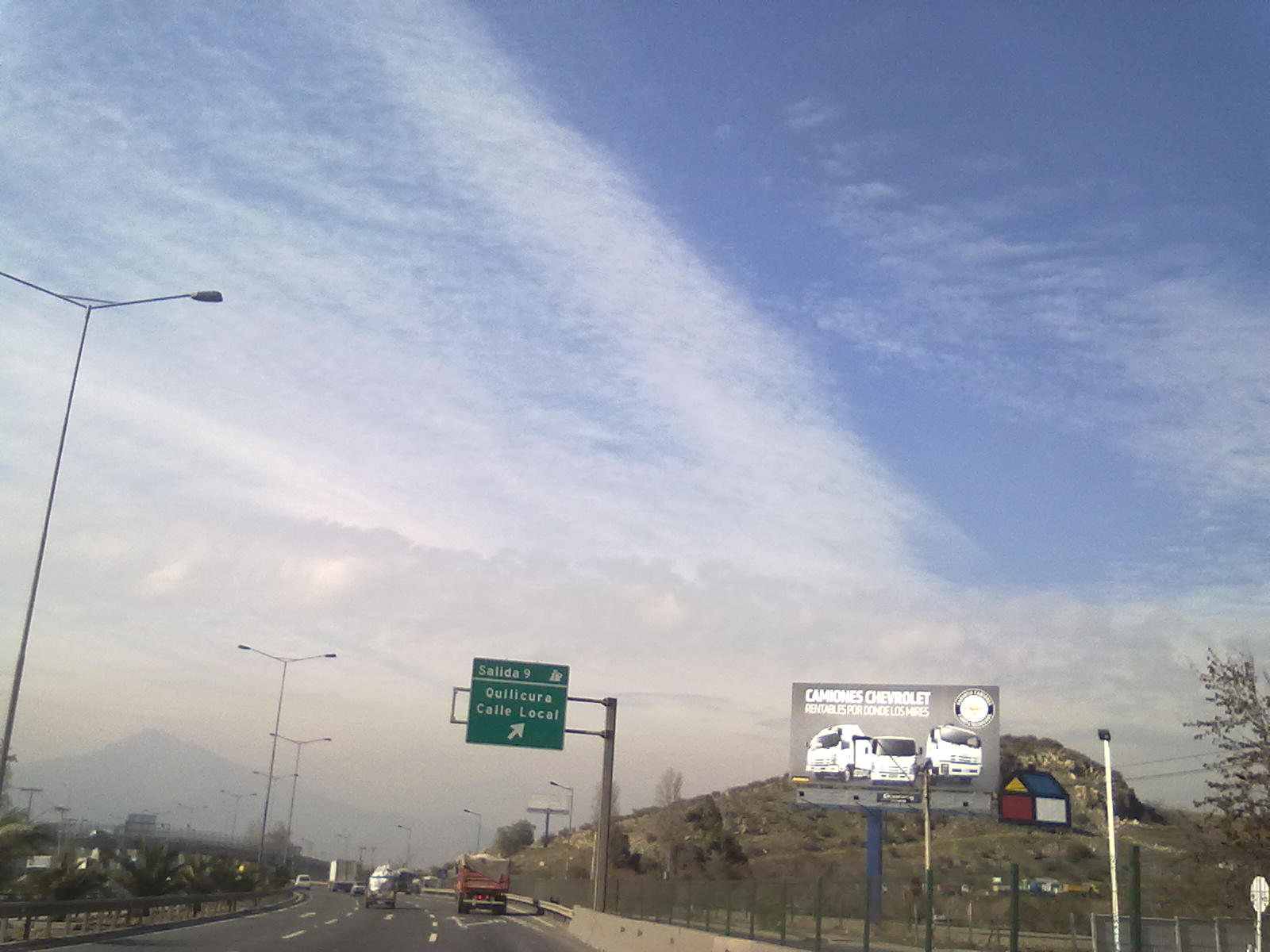
Autopista Vespucio Norte Alt de Quilicura.

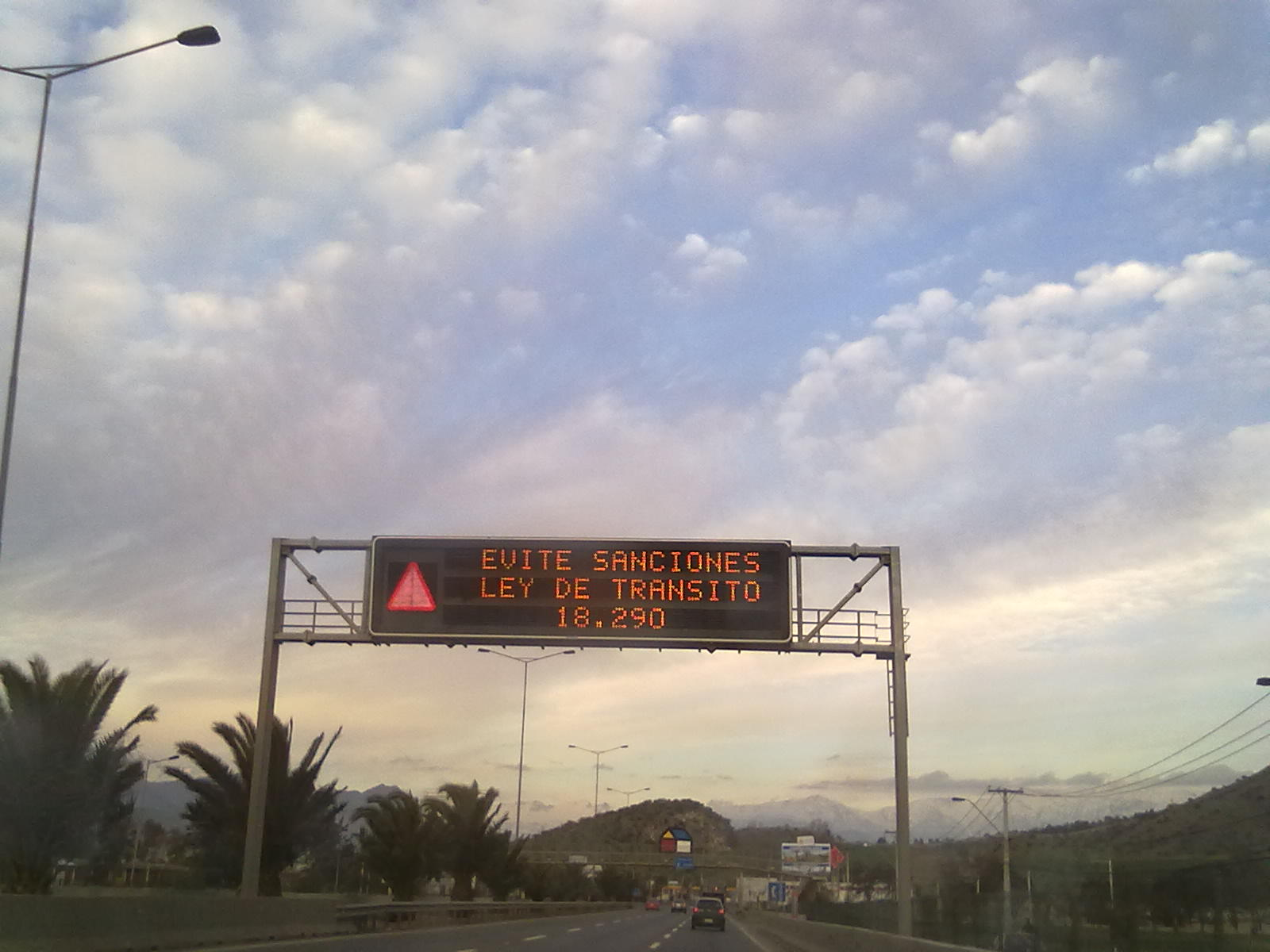
Autopista Vespucio Norte Alt. de Quilicura.

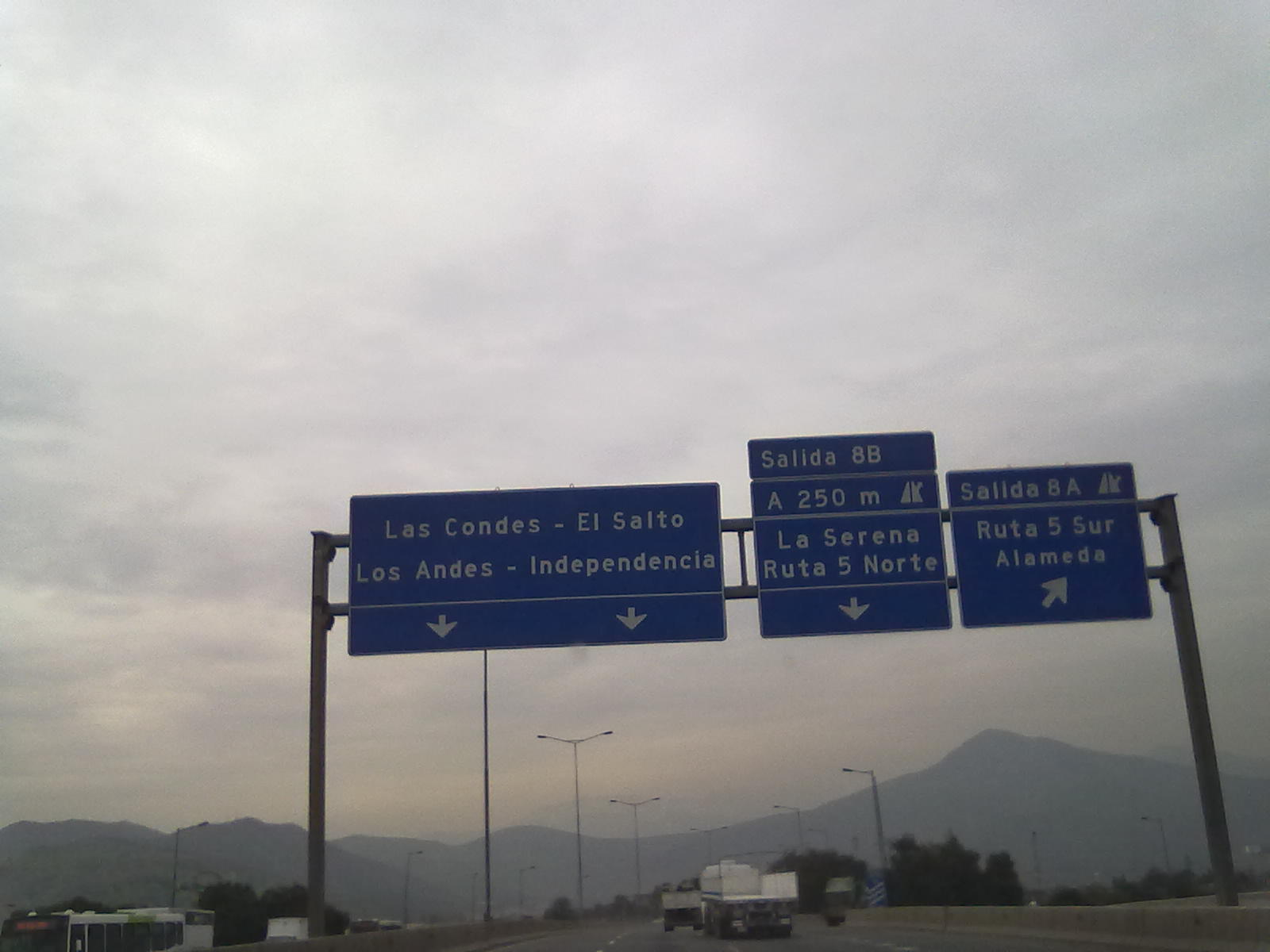
Autopista Vespucio Norte Alt. de Autopista Central.

La Autopista Vespucio Norte Express, también conocida simplemente como Autopista Vespucio Norte, Vespucio Norte Express o Vespucio Norte, es una de las vías expresas que, junto a Autopista Central, Costanera Norte, Vespucio Sur y Vespucio Oriente (AVO), compone la red de autopistas urbanas de Santiago de Chile. Tiene por objeto disminuir los tiempos de desplazamiento, aumentar los niveles de seguridad de los usuarios, aportar al desarrollo urbano de la ciudad y mejorar la calidad de vida de las personas. Conecta el sector de El Salto (comuna de Huechuraba) con la Ruta CH-78, a través de la Avenida Américo Vespucio. Contempla una longitud de 29 kilómetros de doble calzada, 25,5 kilómetros de calles de servicio, cuatro puentes, 20 estructuras entre pasos a desnivel y enlaces, 25 pasarelas peatonales, 22 paneles de señalización variable y vallas segregatorias de vías expresas en toda su longitud. Fue inaugurada el 4 de enero de 2006.

## Entrega de dispositivos TAG
Tras el fin de la entrega de 300 mil dispositivos TAG por parte de la concesionaria Autopista Central en junio de 2004, la siguiente empresa encargada de ese proceso fue Vespucio Norte Express, que puso otros 250 mil aparatos a disposición de los conductores, los que podían inscribirse a través del sitio web la Autopista para hacer la solicitud.
Esos 550 mil dispositivos fueron parte de un total de 900 mil que dispuso el Ministerio de Obras Públicas para las nuevas vías concesionadas de Santiago de Chile.

## Aumento en las tarifas
En enero de 2008 se hizo efectiva la mayor alza registrada en el sistema de cobro con telepeajes de las autopistas urbanas de Santiago, un aumento del 11% en el costo de la tarifa, el cual se explica por el reajuste anual que hacen las concesionarias por concepto de contratos, sumado a las alzas en el IPC del año 2007. Este aumento se aplicó en los peajes de las cuatro autopistas urbanas de Santiago, incluida Vespucio Norte Express.

## Colapso y suspensión de servicio
Dos pasos sobre nivel de la autopista colapsaron luego del sísmo del 27 de febrero de 2010, que afectó la zona central de Chile. El segundo semestre de 2011 fue la reapertura de aquellos puentes, siendo el que está por sobre Camino Lo Echevers (en Quilicura) entregado primero, seguido del que se ubica en Renca (a la altura de calle Miraflores, cerca de las dependencias de Embotelladora Andina).
Otro paso sobre nivel que corrió el riesgo del desplome fue el de Avenida Independencia con Américo Vespucio, en el límite de las comunas de Conchalí, Quilicura y Huechuraba (cerca de una futura estación de la Línea 3 del Metro de Santiago), siendo uno de los dos puentes afectado y suspendido su servicio, reanudando sus operaciones en su totalidad a mediados de 2011.

### Enlaces
- Avenida Circunvalación Américo Vespucio
- kilómetro 35 El Salto - Ciudad Empresarial.
- kilómetro 33 Recoleta - Cementerio.
- kilómetro 32 El Guanaco - Movicenter - El Rosal.
- kilómetro 30 Pedro Fontova.
- kilómetro 29.6 Mall Plaza Norte.
- kilómetro 29.3 Los Andes - Colina.
- kilómetro 28.7 Independencia - El Cortijo - Conchalí.
- kilómetro 28 La Serena - Ruta 5 Norte.
- kilómetro 27 Santiago Centro - Alameda - Ruta 5 Sur.
- kilómetro 26 Quilicura - Lo Campino - Filomena Gárate.
- kilómetro 24 Quilicura - San Martín - Ismael Briceño.
- kilómetro 22 Lo Echevers.
- kilómetro 21 Lo Boza - Condell.
- kilómetro 19 Miraflores.
- kilómetro 17.9 Calle Local.
- kilómetro 17.5 Al Oriente - Costanera.
- kilómetro 15.3 Aeropuerto.
- kilómetro 15.2 Núcleo Empresarial.
- kilómetro 15.1 San Pablo Sentido Norte-Sur.
- kilómetro 14.8 Los Maitenes Sentido Sur-Norte.
- kilómetro 14 Ruta 68 - Valparaíso.
- kilómetro 13.6 Santiago Centro.
- kilómetro 13.4 San Pablo - Claudio Arrau Sentido Sur-Norte.
- kilómetro 13.1 El Maitén Sentido Norte-Sur.
- kilómetro 11 Los Mares - El Descanso - Cementerio.
- kilómetro 9 Sta Elena - Mall Arauco Maipú.
- kilómetro 8.9 Ruta 78 - San Antonio - Maipú Sentido Norte-Sur.
- kilómetro 8 Maipú - Pajaritos - Alameda.
- Autopista Vespucio Sur